# أوبث
أوبث (OPETH) هي فرقة بروجراسيف ميتال سويدية تأسست عام 1989 بمدينة ستوكهولم. ووشهدت تغييرات كثيرة بالأعضاء باستثناء ميكايل أكرفيلدت.
طلب ديفيد من ميكايل الانضمام للفرقة كعازف باس بالوقت الذي كان ميكايل يبلغ من العمر 16 سنة وفي الوقت الذي حضر فيه ميكايل لتدريبات مع الفرقة كان من الواضح أن ديفيد لم يكن قد أخبر أحدا من أعضاء الفرقة بما فيهن عازف الباس الأساسي للفرقة، ونتيجة لذلك فقد وقع خلاف بين أعضاء الفرقة وهو ما أدى إلى انفصال ديفيد وميكايل وإطلاقهم مشروع شخصي.
اسم الفرقة مأخود من كلمة (Opet) من رواية The sunbird للكاتب البريطاني-الزامبي ويلبور سميث ويقصد بها مدينة تقع في جنوب أفريقيا ومعنى الاسم هو (مدينة القمر). استعان ميكايل وديفيد بكل من andres Nordin-Drummer وNick Döring-Bassist وAndreas diemo-Guitarist ونتيجة الشغل البطيئ للفرقة لم يشعر Nordin-Döring بالارتياح وانفصلوا عن الفرقة وثم استبدلوا بكل من Kim Pettersson-Guitarist وJohan Da Farfalla-bassist، وبعد فترة ترك Johan الفرقة لانه كان أراد قضاء وقته مع حبيبته بألمانيا وحل مكانه Mattiad Ander لوقت ماستلم رفيق ميكائيل Peter Lindgren
Kim Pettersson 
أعلن انسحابو من الفرقة فستلم
Peter Lindgren-Guitarist
Stefan Guteklint-Bassist
غادر David Isberg الفرقة وقتها صار النقلة النوعية للفرقة وقت ستلم ميكائيل الفوكال
ووقتها بلشت الفرقة بكتابة الاغاني والتلحين المشتقة من الديث ميتال 
اوبيث اقصو Stefan بعد توقيع أول عقد تسجيل بعام ال 1994 مع candlelightووطفت الفرقة البيزست السابق 
De Farfalla 
لتسجيل الالبوم مع الفرقة.  الا انن تفقو ع توقيع عقد لمدة أطول بعد ماسمع انو الفرقة رح تسجل أول البوم يلي هو Orchid بعام ال 
Orchid 1995
سجلت الفرقة أول ألبوم الن مع المنتج Dan Swanö
ب شهر نيسان 1994 ونتيجة كان في مشاكل ل candlelight records تم إصدار الالبوم بتاريخ 
15.may. 1995
يلي كان فيه حس من الديث ميتال يلي حتوى على ال اكوستيك غيتار البيانو والclean vocal 
Morningrise
بعد قليلٍ من العروض يلي قدمتا الفرقة بالمملكة المتحدة اوبيث رجعو عالاستوديوهات وانتج مرة تانية عن طريق Dan swanö وسمي الالبوم ب Mornongrise 
تم إصدار الالبوم باوروبا بتاريخ 24.6.1996 الالبوم يلي كان فيه 5 اغاني بس بس بمدة 66دقيقة كاملة ويلي حتوى أطول غنية لاوبيث 20دقيقة
 Black rose immortal 
اوبيث عملو جولة للالبوم بالمملكة المتحدة تبعها 26 حفلة بالدول الاسكندنافية مع Cradle of filth
نيجت هالحفلات شدت الفرقة انتبه شركة التسجيل century of media يلي اطلقت أول البومين للفرقة بعام 1997
بعام 1997 طرد كل من ميكائيل وبيتر البيزست لاسباب شخصية من دون الرجوع للدرامر نوردن ولما خبرو ميكائيل كان بعطلة بالبرازيل من بعدا مارجع وضل بالبرازيل كمان لاسباب شخصية
Martin López-Drummer
Martin Méndez-Bassist 
ستحابو لميكائيل يلي كان معلقة بمتجر موسيقي و (المارتينين)كانو من معجبين الفرقة بس ميكائيل وبيتر ماكان بدن يحطوون معن بالفرقة كونن بيعرفو بعضون سابقا ويفضل يكونو غريبين عن بعض حتى مايصير في حزبين بالفرقة ومع هيك نضمو للفرقة 
وبحضورو الأول للفرقة تفنن مارتن لوبز بكوفر ل ايرون مايدن Remember tommorow 
بعد الإلحاح الكبير من century media بلشت الفرقة بالشغل عالالبوم التالت 
My Arms Your Hearse 1998
وقعت الفرقة مع المنتج السويدي Fredrik Nordström للعمل بستوديوFredman ونتيجة للوقت والمشاكل يلي صارت مع مينديز سجل ميكائيل البيز وتم إصدار الالبوم بتاريخ18.8.1998
Still life 1999
بعد خلاف شركة candlelight مع صديق الفرقة Lee Barrett وتركو للشركة وقعت الفرقة عقد مع شركة UK peaceville records in europe
وتم حجز ستوديو Fredmanلبدء العمل عالألبوم بس تم تاخير التسجيل مدة شهر بسبب تغيير موقع الاستوديو وتم إصدار الالبوم بتاريخ 18.10.1999
وكان البوم still life هو أول البوم بيتسجل بوجود مينديز ونتيجة لمشاكل النشر تم نشر الالبوم بالولايات المتحدة عام 2001 
Blackwater park 2001 
حسب ماقال ميكائيل بحفلة للفرقة بيوم من الايام كان عم يتعشا مع Steven Wilson تناقشو حول البوم الفرقة وطلب منو إنتاج الالبوم وبالفعل صار هالشي 
نشرت الفرقة البوما الخامس تحت اشراف steven وتسجل بستوديو Fredman وتم إصدار الالبوم يتاريخ 21.2.2001 وهو الالبوم يلي كان مركز انطلاقة الفرقة للعالمية بحيث بعد الالبوم صارت فرقة اساسية بجولات حول العالم لأول مرة وشاركت أول مرة بمهرجان wacken open air بعام 2001 اما 60 الف متفرج 
Deliverance and Damnation(2002-2004)
بعد الجولات يلي عملتا الفرقة رجعت الفرقة عالسويد وبدأوا بكتابة الألبوم القادم بالبداية وجد ميكائيل صعوبة يحط افكار جديدة وحسب ماقال انو كان بدو يكتب شي اكتر صخابة من أي شي عملو ومازال عندو ترتيبات مارح يضيعا عالفاصي 
قترح صديق ميكائيل Jonas Renske من فرقة كتاتونيا ان يكتب البومين منفصلين واحد صاخب وواحد رايق
وبعد الاتفاق مع شركة التسجيل على قكرة تسجيل البومين وتم حجز الاستوديو والاتفاق مرة تانية مع steve بعام 2002وحسب ماقال ميكائيل انو كانت أصعب امتحان عليهن بعد تسجيل الاساسيات نتقلت الفرقة لانجلترا لتعمل مكسات الألبوم الصاخب يلي هو Deliverance بمساعد Andy Sneap
تم إصدار الالبوم بتاريخ 4.11.2002 يلي اخد المرتبة ال 19 بالمبيعات بالولايات المتحدة 
بعد الإصدار قامت الفرقة بحفلة بمدينة ستوكهولم السويدية ومن بعدا رجعت إلى المملكة المتحدة لتسجيل فوكال الالبوم التاني Damnation 
واكملت الفرقة تسجيل الالبومين بمدة 7اسابيع وهي نفس المدة يلي اخدت لتسجيل blackwater park وحدو 
تم إصدار damnation بتاريخ 14.4.2003
وحازت مبيعات الالبوم المركز ال 192 بال Us Billboard 200 
كما فاز الالبوم جائزة الغرامي السويدية لافضل اداء هارد روك.
بتاريخ 1.1.2016 اصدرت الفرصة CD بالالبومين مع بعضن مع مكس جديد 
بعامي ال2003-2004 عملت الفرقة تقريب ال200 حفلة وقدمت 3 برامج خاصة ب مجموعتين اغاني مجموعة اكوستيك ومجموعة صاخبة
كما سجلت أول فيلم عن الفرقة بلندن ويلي هو 
Lamentations at shepherd's bush empire (london) 
يلي كان عبارة عن ساعتين تضمنتdamnation كامل وبعض الاغاني منblackwater park -Deliverance
وسجلت فلم وثائقي لمدة ساعة عن تسجيل البومين Deliverance -damnation والذي نال الجائزة الذهبية ب كندا 
في ذلك العام كان عند الفرقة حفلة بالاردن بس من دون طاقم خوفا من الإرهاب بدول الشرق الأوسط بس قبل مغادرة الفرقة للاردن خبر لوبز ميكائيل انو عندو موجة قلق ومارح يحسن يقدم وهالشي يلي اجبر الفرقة على إلغاء الحفل مشان مايأثر عالجولة وسافر من كندا للسويد ووعد انو رح يرجع ليكمل الجولة يلي دامت اكتر من سنة
بهالاثناء طلبت الفرقة من Gend Hoglan يحل محلو 
لوبيز رحع للفرقة باخر حفلة بالحولة وهي الجولة يلي نضملا الكيبوردست Per Wiberg 
Ghost Reveries (2005-2008)
بعد نهاية الجولة رجعت الفرقة للسويد وبلشت بكتابة الافكار الجديدة للالبوم التامن للفرقة وبنهاية السنة انهو الكتابة 
شركة الإنتاج يلي كانت متعاقدة معا الفرقة سكرت بعام ال 2005 وبعد مشاورات وقعت الفرقة مع Roadrunner records
واكد ميكائيل انو السبب الرئيسي لتوقيع الفرقة مع الشركة هي وسولا الواسع ورح تفتح افاق أكبر للألبوم الجديد لما نتشر موضوع توقيع عقد الفرق مع الشركة يلي شتغلو بوقت سابق مع فرق اورينتال ميتال وروك نزعج بعض من الجمهور واعلنو انو مارح يشترو الالبومات منن ورد ميكائيل ع هالشي (انو الفرقة شتغلت لمدة 15 سنة وعملو 8البومات لا اصدق انو الفوقة ماقدرت تكسب ثقة الجمهور كاملة. الفرقة بحياتا ماتدربت لمدة 3 اسابيع قبل الدخول للاستوديو من أيام البوم My arms Your hearse,1998 وضمن هي الفترة نضم الكيبوردست Wiberg سجلت اوبيث الالبوم ب fascinatiom street studios بالسويد من 18.3 حتى 1.6عام2005 
وتم إصدار الالبوم بتاريخ 30.08.2005
يلي حاز عالمرتبة 64 بالمبيعات بالولايات المتحدة والمربتة التاسعة بالسويد
 بشهر مايو/أيار أعلن مارتن لوبيز عن ترك الفرقث بشكل رسمي بسبب مشاكل صحية وتم استبدالو ب Martin Axenrot (Axe) 
بعام ال 2006 تم إعادة إصدار الالبوم باضافة كوفر 
Soldier of Fortune-Deep purple
إضافة لتسجيل من حفل الفرقة camden roundhouse وتم إصدار التسجيل باسم 
The Roundhouse Tapes
بعام 2007 أعلن بيتر عن مغادرة الفرقة بعد 16 عام وتم استبدالو ب Fredrik Åkesson الغيتارست السابق لفرقة Arch Enemy وبرر ميكائيل هالشي (بحسب رأيي هو واحد من أفضل 3 غيتارست بالسويد نحن منعرف بعصنا من 4 سنين وهو عندو الخبرة الكافية)
Watershed 2008
بشهر نوفمبر عام 2007 دخلت الفرقة الاستديو لتسجيل الألبوم التاسع للفرقة وأول ألبوم بوجود اكس وفريدرك هالمرة تحت إنتاج ميكائيل حتى بداية عام 2008 سجلت الفرقة 13 غنية بتتضمن 3 كفرات وضم الالبوم 7 اغاني للفرقة وتم إصدار الالبوم يلي قال عنو ميكائيل انو اكتر حيوية 
بتاريخ june. 03.2008 
يلي ضم غنية Coil بمشاركة Nathalie Lorichs
أغنية The lotus eater يلي موحودة بلعبة Saints row:The third
Heir apparent 
يلي موجودة بلعبة rock band 4
من طرف ال Metal hammer 
نال الالبوم المركز التاني كأفضل اليوم بعام 2008 قبل البوم Death Magnetic-Metallica
ببداية عام 2009 اعلنت Metal Edge ان الالبوم فاز بالتصويت كافضل البوم بعام 2008
بعام 2010 كتبت الفرقة وسجلت أغنية 
The throat of winter يلي كانت الغنية الاساسية للعبة God of war 3
ووصف ميكائيل الغنية انها غريية ومالا كتير ميتال
وبنفس السنة شهدنا وحدة من أفضل حفلات اللايف بتاريخ الميتال برأيي 
opeth's 20 Anniversary (Albert Royal Hall) London-England
يلي كانت بتاريخ 5نيسان/أبريل 2010 
تلحفلة يلي نقسمت لنصين أول نص نعزف فيه البومBlackwater park كاملا والنص التاني يلي كان تحت مسمى Evolution وهو تطور اوبيث ع مدى ال 20 سنة 
وبعد الحفل قال ميكائيل (لا اصدق نحتفل ب 20 سنة انا بالفرقة من لما كان عمري 16 شي جنوني)
وبنفس العام اصدرت الفرقة إصدار جديد ل البوم Blackwater park 
Heritage(2011-2013)
بشهر سبتمبر من عام 2010 قال ميكائيل انو بلش بكتابة الالبوم الحديد واعلنت الفرقة ع موقعا انها رح تبلش تسجيل الألبوم العاشر بتاريخ 31.1.2011 بستوديوهات Atlantis مرة تانية مع Jens Borgen و Steve wilson 
وبعد الانتهاء من ميكسات الالبوم بفترة قصيرة اعلنت الفرقة بلقاء صحفي ان الكيبوردست Wilberg اعفي من مهامو وقال انو مينديز فريدريك اكس وهو قررو هالشي ورح يلاقو البديل بعد الانتهاء من تسجيل الالبوم وهالشي ماكان مفاجأة ل Wilberg يلي كان عم يفكر بهالشي فكان متل قرار مشترك وقال ميكائيل كمان مافي ضغينة بيناتنا علاقة ووصلت لنهايتا 
تم إصدار ألبوم الفرقة العاشر بتاريخ 14.9.2011
الاليوم نباع منو 19 الف نسخة خلال اسبوع بالولايات المتحدة ة ووصل للمرتية 19 ب
US Billboard 200
وهو كان تاني اليوم للفرقة يلي ماحتوى ع غرولز ابدا وهالشي رجع لمينديز يلي قال لميكائيل انو ازا رح يشبه watershed رح يكون محبط والفرقة لازم تخترع افكار جديدة 
تم الإعلان عن أكثر من 200 حفلة للالبوم مع حضور الكبيوردست الجديد
 Joakim Svalberg 
اوبيث تواجدت بجولات مع فرق كبيرة مثل 
Katatonia,Pain of salvation,Ghost,Mastadon and Anathema
Pale Comunion (2014-2015)
عام 2014 أعلن ميكائيل عن الالبوم الجديد وقال انو الفرقة عم تتطلع لاستوديوهات Rockfield ب ويلز محل ماسجلت فرقة Queen البوم
Bohemian Rhapsody
لكن ماتخذنا قرار مشترك لسا 
وتم سؤال ميكائيل عن كيفية الألبوم رح يكون اصخب من heritageولا نفس المستوى؟ 
اجاب بانو رح يكون اصخب شوي بس مارح يكون ديث ميتال 
تم إصدار الالبوم الحادي عشر للفرقة بتاريخ 24.8.2014 
وتم بيع 13 الف نسخة باول اسبوع بالولايات المتحدة 
في عام 2015 عملت الفرقة كتير حفلات لسببين أول سبب هو الذكرى السنوية ال25 للفرقة وذكرى البوم ghost reveries العاشرة
فكانت الحفلات مقسومة لقسمين قسم ل البوم Ghost reveries وقسم لباقي البومات الفرقة 
Sorceress (2016-Now) 
بتاريخ 15.6.2016 اعلنت شركة 
Nuclear Blast Entetainment توقيع عقد مع الفرقة 
بعد ب 3 أيام اطلقت اوبيث 30 ثانية من الالبوم الجديد للفرقة تحت عنوان Sorceress 
بتاريخ 18.7.2016 اعلنت الفرقة انو الاليوم رح يتم اصدارو بتاريخ 30.9.2016 
وفي لقاء مع ميكائيل قال انو حاليا هو الالبوم المفصل عندو من البوماتن لانو جديد بس قديم بروحريسف وهيفي بنفس الوقت بنفس الطريقة يلي منحبا
نزلت الفرقة عن أول فيديو للكلمات مع الغنية sorceress بتاريخ 25.7.2016 على قناة اليوتيوب الخاصة بالفرقة 
وبتاريخ 4.9.2016 نزلت فيديو تاني لاغنية 
Will o the wisp
ولحد هاد اليوم الفرقة عم تعمل جولات Sorceress
Albums
ألبومات:
Orchid (1995)
Morningrise (1996)
My Arms, Your Hearse (1998)
Still Life (1999)
Blackwater Park (2001)
Deliverance (2002)
Damnation (2003)
Ghost Reveries (2005)
Watershed (2008)
Heritage (2011)
Pale Communion (2014)
Sorceress (2016)
Films:
live album The Roundhouse Tapes at the Camden Roundhouse<London-England> 2006
Lamentations Shepherd's Bush Empire <London England>2003
Royal Albert hall <London-Egland> 2010
Current members
Mikael Åkerfeldt – guitars, vocals (1990–present), lead vocals (1992–present), acoustic guitar, sound effects, mixing, engineering, production, bass guitar, grand piano
Martín Méndez – bass guitar, upright bass (1997–present)
Martin "Axe" Axenrot – drums, percussion (2006–present)[113]
Fredrik Åkesson – guitars, backing vocals (2007–present)
Joakim Svalberg – keyboards, synthesizer, piano, mellotron, backing vocals, percussion (2011–present)
Former members
Anders Nordin – drums (1990–1997)
Johan De Farfalla – bass, backing vocals (1991, 1995–1997)
Peter Lindgren – guitars (1991–2007), bass (1991)
Martin Lopez – drums (1997–2006)
Per Wiberg – keyboards, mellotron, backing vocals (2003–2011, touring member 2003–2005)

## روابط خارجية
- أوبث على موقع IMDb (الإنجليزية)
- أوبث على موقع ميوزك برينز (الإنجليزية)
- أوبث على موقع أول ميوزيك (الإنجليزية)
- أوبث على موقع ديسكوغز (الإنجليزية)